# ケルビン・ヒメネス
ケルビン・ロヘリオ・ヒメネス・ペーニャ（Kelvin Rogelio Jimenez Peña , 1980年10月27日 - ）は、ドミニカ共和国出身の元プロ野球選手（投手）。

## 経歴
2001年にテキサス・レンジャーズと契約しプロ入り。
2007年にセントルイス・カージナルスに移籍しメジャー初昇格。リリーフとして34試合に登板し、3勝を記録した。
2008年もメジャー登板はあったが未勝利に終わり、2009年はシカゴ・ホワイトソックス傘下のAAA級シャーロット・ナイツでプレーした。
2010年1月3日、韓国プロ野球・斗山ベアーズと契約し、同年14勝とチーム最多勝の活躍を見せた。12月17日、東北楽天ゴールデンイーグルスとの契約が発表され、日本プロ野球へ移籍。楽天への入団会見の際、黒いスーツではなく、シルバーのスーツを着て登場し、報道陣の度肝を抜いた。本人曰く、「最初は黒いスーツで行こうとしていたがアイロンをかけるのを忘れていて、唯一アイロンがかかっていたシルバーのスーツで行った」とのこと。
2011年2月1日に登録名を契約時の「ケルビン」から「ヒメネス」に変更した。6月16日、リリーフで来日後初登板したが2回4失点だった。それ以降は先発ローテーションで起用されるようになるが、中々勝ち星を挙げる事が出来ず、8月12日の千葉ロッテマリーンズ戦でようやく初勝利を手にした。シーズン1勝7敗と大きく負け越した。
2012年は開幕から先発ローテーションとして起用されるが、黒星先行の試合が多いものの、昨季よりは安定した投球が続き、夏場は3連勝するなど調子が上がってきたが、7月に右手を痛めて登録を抹消された。8月に再登録されるも、またしても黒星が先行してしまい、その後右手を痛めて再度登録を抹消され、5勝10敗でシーズンを終えた。同年シーズン終了後の11月21日、自由契約選手として公示された。
2013年1月6日、斗山ベアーズへの復帰が決まるも、肘の状態が悪く春季キャンプに合流できなかったため、3月17日に契約破棄となった。
2014年は所属球団なく、2015年7月にはパンアメリカン競技大会にドミニカ代表として出場。

## プレースタイル
平均球速93mph（約150km/h）の速球（フォーシーム、ツーシーム）と140km/h前後のスライダー、スプリッター、カーブを投げ分ける。

## 詳細情報

### 年度別投手成績
| 年 度    | 球 団    | 登 板 | 先 発 | 完 投 | 完 封 | 無 四 球 | 勝 利 | 敗 戦 | セ 丨 ブ | ホ 丨 ル ド | 勝 率 | 打 者 | 投 球 回 | 被 安 打 | 被 本 塁 打 | 与 四 球 | 敬 遠 | 与 死 球 | 奪 三 振 | 暴 投 | ボ 丨 ク | 失 点 | 自 責 点 | 防 御 率 | W H I P |
| -------- | -------- | ----- | ----- | ----- | ----- | -------- | ----- | ----- | -------- | ----------- | ----- | ----- | -------- | -------- | ----------- | -------- | ----- | -------- | -------- | ----- | -------- | ----- | -------- | -------- | ------- |
| 2007     | STL      | 34    | 0     | 0     | 0     | 0        | 3     | 0     | 0        | 1           | 1.000 | 198   | 42.0     | 56       | 2           | 17       | 1     | 4        | 24       | 0     | 0        | 36    | 35       | 7.50     | 1.74    |
| 2008     | STL      | 15    | 0     | 0     | 0     | 0        | 0     | 0     | 0        | 0           | ----  | 114   | 24.0     | 28       | 5           | 15       | 0     | 1        | 11       | 3     | 0        | 15    | 15       | 5.63     | 1.79    |
| 2010     | 斗山     | 27    | 26    | 1     | 0     | 0        | 14    | 5     | 0        | 0           | .737  | 654   | 152.0    | 139      | 7           | 62       | 0     | 9        | 87       | 5     | 0        | 65    | 56       | 3.32     | 1.32    |
| 2011     | 楽天     | 13    | 11    | 0     | 0     | 0        | 1     | 7     | 0        | 0           | .125  | 293   | 63.1     | 74       | 4           | 29       | 0     | 8        | 27       | 1     | 0        | 40    | 26       | 3.69     | 1.63    |
| 2012     | 楽天     | 18    | 18    | 1     | 0     | 0        | 5     | 10    | 0        | 0           | .333  | 460   | 108.2    | 102      | 6           | 39       | 1     | 6        | 63       | 6     | 0        | 45    | 38       | 3.15     | 1.30    |
| MLB：2年 | MLB：2年 | 49    | 0     | 0     | 0     | 0        | 3     | 0     | 0        | 1           | 1.000 | 312   | 66.0     | 84       | 7           | 32       | 1     | 5        | 35       | 3     | 0        | 51    | 50       | 6.82     | 1.76    |
| KBO：1年 | KBO：1年 | 27    | 26    | 1     | 0     | 0        | 14    | 5     | 0        | 0           | .737  | 654   | 152.0    | 139      | 7           | 62       | 0     | 9        | 87       | 5     | 0        | 65    | 56       | 3.32     | 1.32    |
| NPB：2年 | NPB：2年 | 31    | 29    | 1     | 0     | 0        | 6     | 17    | 0        | 0           | .261  | 753   | 172      | 176      | 10          | 68       | 1     | 14       | 90       | 7     | 0        | 85    | 64       | 3.35     | 1.30    |

### 年度別守備成績
| 年 度 | 球 団 | 投手（P） | 投手（P） | 投手（P） | 投手（P） | 投手（P） | 投手（P） |
| 年 度 | 球 団 | 試 合     | 刺 殺     | 補 殺     | 失 策     | 併 殺     | 守 備 率  |
| ----- | ----- | --------- | --------- | --------- | --------- | --------- | --------- |
| 2007  | STL   | 34        | 2         | 6         | 0         | 0         | 1.000     |
| 2008  | STL   | 15        | 3         | 5         | 0         | 0         | 1.000     |
| MLB   | MLB   | 49        | 5         | 11        | 0         | 0         | 1.000     |

### 記録
NPB
- 初登板：2011年6月16日、対広島東洋カープ4回戦（MAZDA Zoom-Zoom スタジアム広島）、6回裏に2番手で救援登板、2回4失点
- 初奪三振：同上、6回裏に岩本貴裕から空振り三振
- 初先発：2011年6月24日、対埼玉西武ライオンズ7回戦（埼玉県営大宮公園野球場）、4回1/3を2失点（自責点1）
- 初勝利・初先発勝利：2011年8月12日、対千葉ロッテマリーンズ13回戦（日本製紙クリネックススタジアム宮城）、5回2/3を1失点
- 初完投：2012年4月14日、対北海道日本ハムファイターズ2回戦（札幌ドーム）、8回2失点で敗戦投手

### 背番号
- 56 （2007年 - 2008年）
- 40 （2010年）
- 42 （2011年 - 2012年）